# Stylaster profundiporus
Stylaster profundiporus är en nässeldjursart som beskrevs av Hjalmar Broch 1936. Stylaster profundiporus ingår i släktet Stylaster och familjen Stylasteridae. Inga underarter finns listade i Catalogue of Life.